# Fritillaria theophrasti
Fritillaria theophrasti är en liljeväxtart som beskrevs av Georgia Kamari och Demetrius Phitos. Fritillaria theophrasti ingår i Klockliljesläktet och i familjen liljeväxter.
Artens utbredningsområde är Östra Egeiska öarna. Inga underarter finns listade.